# نادی‌پیریت
نادْیْ‌پیریت (به مجاری:  Nagypirit) یک شهرداری در مجارستان است که در وسپرم واقع شده‌است. نادی‌پیریت ۱۰٫۱۷ کیلومتر مربع مساحت و ۳۱۸ نفر جمعیت دارد.